# Сен-Жан-де-Лон
Сен-Жан-де-Лон (фр. Saint-Jean-de-Losne) — коммуна во Франции, находится в регионе Бургундия. Департамент коммуны — Кот-д’Ор. Входит в состав кантона Сен-Жан-де-Лон. Округ коммуны — Бон.
Код INSEE коммуны — 21554.

## Население
Население коммуны на 2010 год составляло 1168 человек.
| 1962 | 1968 | 1975 | 1982 | 1990 | 1999 | 2010 |
| ---- | ---- | ---- | ---- | ---- | ---- | ---- |
| 1528 | 1623 | 1605 | 1476 | 1342 | 1256 | 1168 |

## Экономика
В 2010 году среди 644 человек трудоспособного возраста (15—64 лет) 458 были экономически активными, 186 — неактивными (показатель активности — 71,1 %, в 1999 году было 71,4 %). Из 458 активных жителей работали 356 человек (196 мужчин и 160 женщин), безработных было 102 (54 мужчины и 48 женщин). Среди 186 неактивных 35 человек были учениками или студентами, 72 — пенсионерами, 79 были неактивными по другим причинам.
Через коммуну проходит Бургундский канал, связывающий бассейны Сены и Роны.

## Уроженцы
- Мийер, Пьер (1811—1887) — энтомолог.